# Parc national de Rajaji
Le parc national de Rajaji est situé dans l'État de l'Uttarakhand en Inde, non loin des villes de Haridwar et Rishikesh. Il est situé au pied de l'Himalaya, dans la cordillère des Siwalik, et est traversé par le Gange, qui coupe le parc national en deux parties distinctes. 